# خربة الكرك
خربة الكرك أو بيت يراح أو بيت راح (بالعبرية: בית ירח، "بيت القمر (إله)") هي اقول (التلة الأثرية) الواقعة على شاطئ بحيرة طبريا الجنوبي في شمال فلسطين المحتلة. تمتد مساحة التل أكثر من 50 فدانا - واحدة من أكبر المناطق في بلاد الشام - وتحتوي على بقايا تعود إلى العصر البرونزي المبكر (حوالي 3000 قبل الميلاد - 2000 قبل الميلاد) ومن الفترة الفارسية (حوالي 450 قبل الميلاد) وحتى الفترة الإسلامية المبكرة (حوالي 1000 م).
خربة الكرك هي نوع من الفخار السرياني المبكر للعصر البرونزي الذي اكتشف لأول مرة في هذا الموقع. كما أنه موجود في أجزاء أخرى من بلاد الشام، بما في ذلك أريحا وبيسان وتل الجديدة وأوغاريت. يبدو أن ثقافة خربة الكرك كانت نسخة شامية من ثقافة القوقاز المبكرة.

## الموقع
تقع خربة كرك حيث تصب بحيرة طبريا في نهر الأردن وتزداد التضاريس فيه ب. 15 مترا فوق مستوى البحيرة. إنها على شكل مثلث وحوالي 1.2 كم في 380 متر (في أوسع نقطة له)، تغطي 60-75 فدان. يمتد نهر الأردن إلى الجنوب، رغم أنه كان سابقًا (حتى فترة القرون الوسطى على الأقل) يتجه شمالًا وغربًا منه.

## التاريخ
كانت خربة كرك في بعض الأوقات موقعًا لمدينتين توأمتين، هما بيت يراح وسينابريس.

## العمل الأثري
تم مسح الاستقصاء لأول مرة في العشرينات من القرن الماضي بواسطة العازار سوكينيك ثم لاحقًا بواسطة وليام فوكسويل أولبرايت. في عام 1933، أجرى نعيم مخولي، وهو فلسطيني مسيحي من الناصرة، وكان مفتشًا لإدارة الانتداب للآثار وقت إنشاء طريق ساماك - طبريا السريع الذي يتقاطع مع أعمال التنقيب.

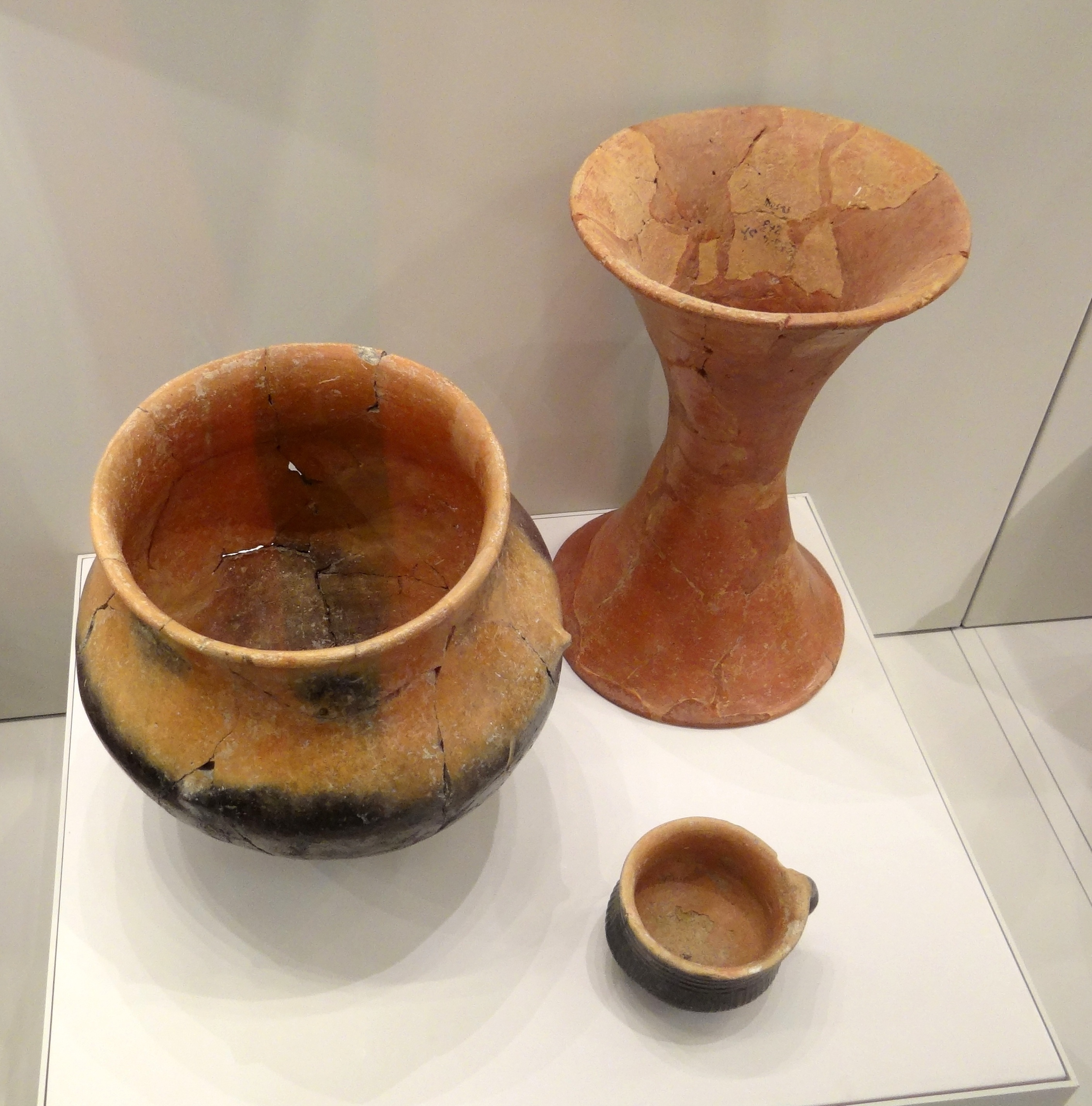
خربة كرك (أو بيت يراح) الفخار من العصر البرونزي المبكر